# Ambassade du Maroc en Argentine
 (avril 2022).
La mise en forme du texte ne suit pas les recommandations de Wikipédia : il faut le « wikifier ».
Les points d'amélioration suivants sont les cas les plus fréquents. Le détail des points à revoir est peut-être précisé sur la page de discussion.
- Les titres sont pré-formatés par le logiciel. Ils ne sont ni en capitales, ni en gras.
- Le texte ne doit pas être écrit en capitales (les noms de famille non plus), ni en gras, ni en italique, ni en « petit »…
- Le gras n'est utilisé que pour surligner le titre de l'article dans l'introduction, une seule fois.
- L'italique est rarement utilisé : mots en langue étrangère, titres d'œuvres, noms de bateaux, etc.
- Les citations ne sont pas en italique mais en corps de texte normal. Elles sont entourées par des guillemets français : « et ».
- Les listes à puces sont à éviter, des paragraphes rédigés étant largement préférés. Les tableaux sont à réserver à la présentation de données structurées (résultats, etc.).
- Les appels de note de bas de page (petits chiffres en exposant, introduits par l'outil «  Source ») sont à placer entre la fin de phrase et le point final[comme ça].
- Les liens internes (vers d'autres articles de Wikipédia) sont à choisir avec parcimonie. Créez des liens vers des articles approfondissant le sujet. Les termes génériques sans rapport avec le sujet sont à éviter, ainsi que les répétitions de liens vers un même terme.
- Les liens externes sont à placer uniquement dans une section « Liens externes », à la fin de l'article. Ces liens sont à choisir avec parcimonie suivant les règles définies. Si un lien sert de source à l'article, son insertion dans le texte est à faire par les notes de bas de page.
- La présentation des références doit suivre les conventions bibliographiques. Il est recommandé d'utiliser les modèles {{Ouvrage}}, {{Chapitre}}, {{Article}}, {{Lien web}} et/ou {{Bibliographie}}. Le mode d'édition visuel peut mettre en forme automatiquement les références.
- Insérer une infobox (cadre d'informations à droite) n'est pas obligatoire pour parachever la mise en page.

Pour une aide détaillée, merci de consulter Aide:Wikification.
Si vous pensez que ces points ont été résolus, vous pouvez retirer ce bandeau et améliorer la mise en forme d'un autre article.
L'ambassade du Maroc en Argentine est la représentation diplomatique du royaume du Maroc auprès de l'Argentine. Elle est située à Buenos Aires, la capitale du pays.
Son ambassadeur est, depuis 25 juin 2019, Yasser Fares.

## Ambassade
L'ambassade se situe au Castex 3461, C1425CDG Buenos Aires. Elle accueille aussi une section consulaire.

## Histoire
Les deux pays ont établi des relations diplomatiques en 1960.

## Liste des ambassadeurs du Maroc
|   | Ambassadeur                  | image | date de début de mission | date de remise des lettres de créance | date de fin de mission | Rois du Maroc         | Présidents de l'Argentine                                               |
| - | ---------------------------- | ----- | ------------------------ | ------------------------------------- | ---------------------- | --------------------- | ----------------------------------------------------------------------- |
| 1 | Abdellatif Sbihi             |       | 1 novembre 1961          |                                       |                        | Hassan II             | José María Guido/Arturo Umberto Illia                                   |
| 2 | Mohamed El Khatib            |       |                          |                                       | 25 juin 1967           | Hassan II             | Arturo Umberto Illia/Juan Carlos Onganía                                |
| 3 | Mohamed El Fassi El Halfaoui |       | 28 février 1968          |                                       |                        | Hassan II             | Juan Carlos Onganía                                                     |
| 4 | Abdelmalek Cherkaoui         |       |                          |                                       |                        | Hassan II             | Carlos Menem                                                            |
| 5 | Abdeslam Baraka              |       | 23 février 1998          |                                       | 2000                   | Hassan II/Mohammed VI | Carlos Menem/Fernando de la Rúa                                         |
| 6 | Mohamed Maa el-Ainin         |       | 19 avril 2000            |                                       |                        | Mohammed VI           | Fernando de la Rúa/Adolfo Rodríguez Saá/Eduardo Duhalde/Néstor Kirchner |
| 7 | Larbi Reffouh                |       | 11 janvier 2006,         |                                       | 12 septembre 2011      | Mohammed VI           | Néstor Kirchner/Cristina Fernández de Kirchner                          |
| 8 | Fouad Yazourh                |       | 6 décembre 2011          |                                       | 8 février 2018         | Mohammed VI           | Cristina Fernández de Kirchner/Federico Pinedo/Mauricio Macri           |
| 9 | Yasser Fares                 |       | 25 juin 2019,            |                                       |                        | Mohammed VI           | Mauricio Macri/Alberto Fernández                                        |